# Drenatge (astronomia)
En astronomia, drenatge fa referència a un període de l'evolució d'un estel on una zona de convecció de la superfície s'estén cap avall a les capes on el material ha començat fusió nuclear. De resultes, els productes de fusió es barregen en les capes externes de l'atmosfera estel·lar i aquests núclids poden aparèixer en l'espectre de l'estel.
El primer drenatge es produeix quan un estel de seqüència principal entre en la branca gegant de les vermelles. Com a conseqüència de la barreja convectiva, l'atmosfera exterior mostrarà una signatura espectral de fusió d'hidrogen: les ràtios 12C/13C i iC/N es rebaixen, i les abundàncies superficials de liti i beril·li es poden reduir.
El segon drenatge succeeix en estels de 4 – 8 masses solars. Quan la fusió de l'heli acaba al nucli, la convecció barreja els productes del cicle CNO. Aquest segon drenatge produeix un increment de l'abundància superficial de 4He i ¹⁴N, mentre la quantitat de 12C i ¹⁶O decreix.
El tercer drenatge es produeix després que un estel massiu entre en la branca asimptòtica de les gegants i ocorre un flaix al llarg de la capa on es produeix la combustió de l'heli. Aquest drenatge fa que productes d'heli, carboni i de procés-S pugin a la superfície. El resultat és un increment de l'abundància de carboni amb relació a l'oxigen, el qual pot crear un estel de carboni.
Els nombres dels drenatges venen determinats per l'estat estructural i d'evolució de l'estel, i no per la seqüència de drenatge de l'estel. Com a conseqüència, els estels de baixa massa experimenten el primer i tercer drenatge en la seva evolució però no pas el segon.